# انگور برزیلی
انگور برزیلی یا جابوتیکابا یا جابوتیکا، درخت میواه ای از تیره موردیان و بومی میناس گرایس و سائو پائولو از ایالتهای برزیل است.
و دارای میوه‌های ارغوانی شبیه انگور می‌باشد که از تنه و شاخه‌های این درخت آویزان می‌شوند. می‌توان آنها را خام خورد یا برای درست کردن ژله، آب‌میوه مورد استفاده قرار داد.

## نگارخانه

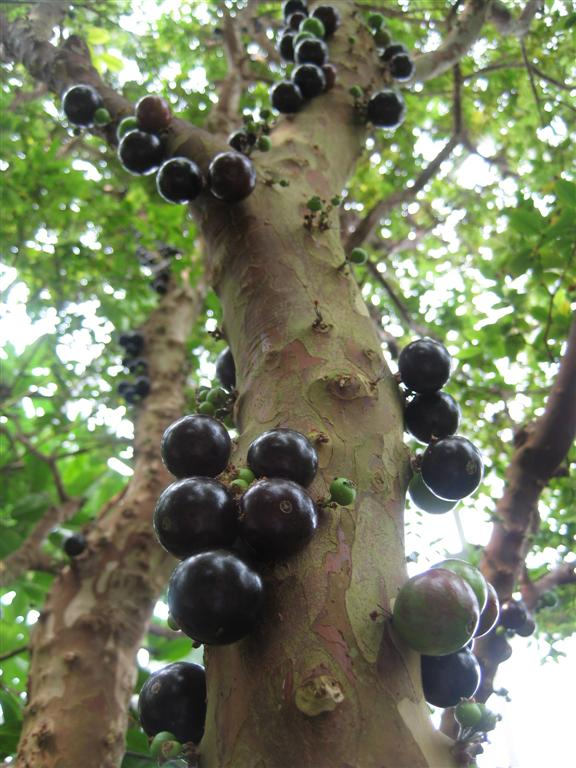
درخت انگور برزیلی
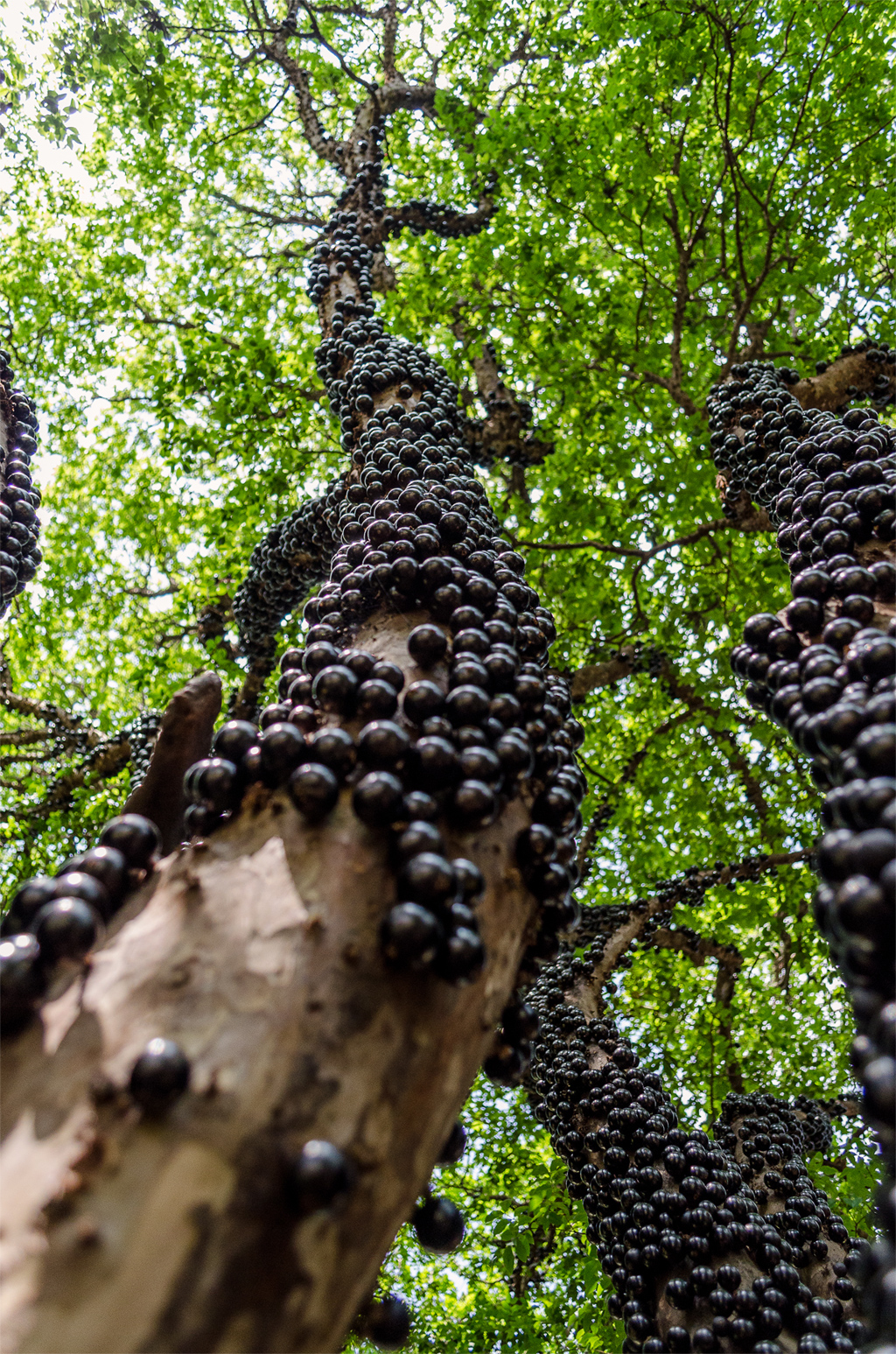
درخت انگور برزیلی